# Phygadeuon oviventris
Phygadeuon oviventris là một loài tò vò trong họ Ichneumonidae.